# Nederlandsche Rijwiel Centrale

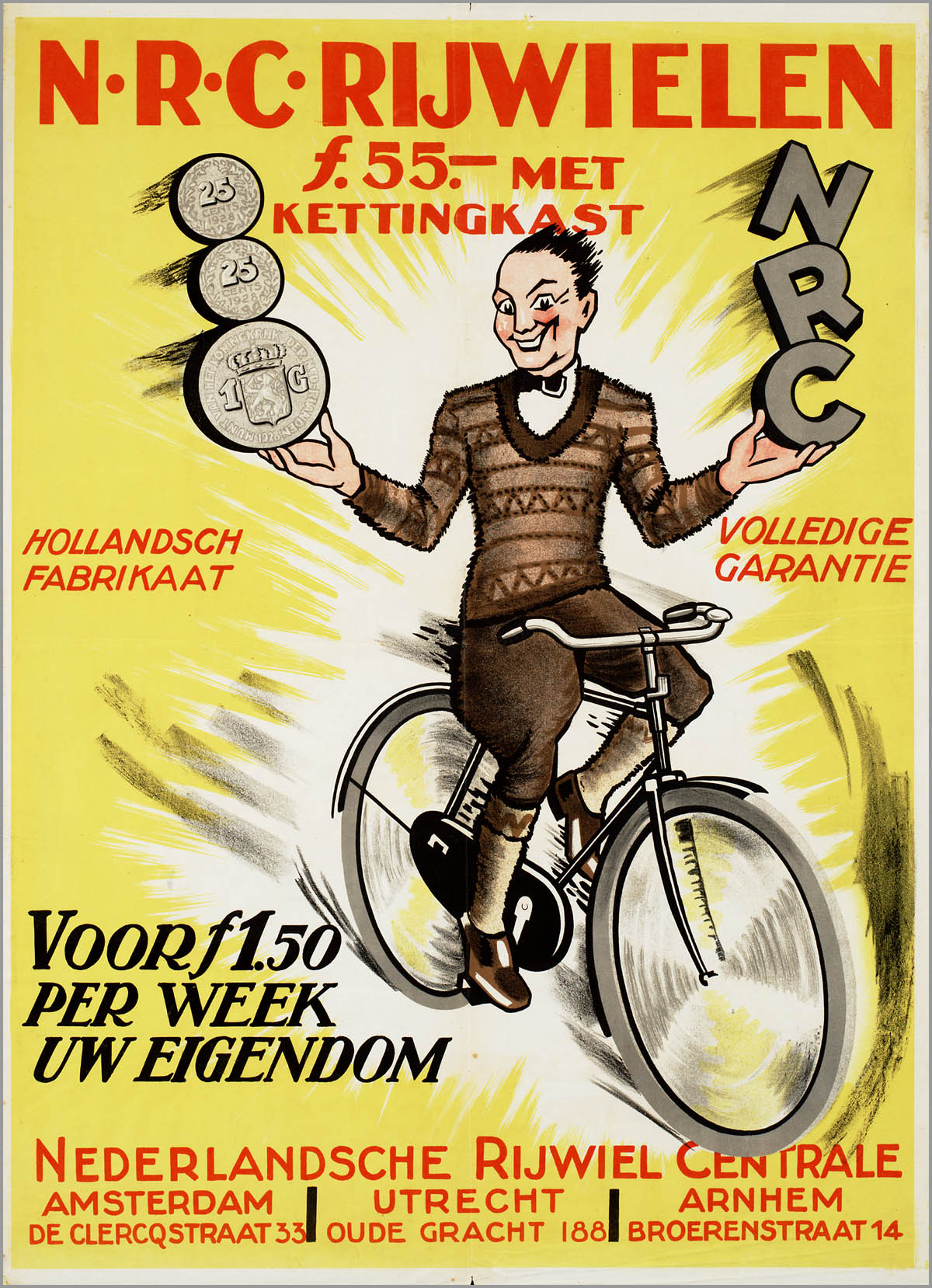
Affiche uit 1929.

De N.V. Nederlandsche Rijwiel Centrale, afgekort N.R.C., was een Nederlandse fietsfabrikant tussen 1928 en 1931.
De fabriek was in eerste instantie gevestigd aan de De Clercqstraat 33 te Amsterdam en produceerde transportrijwielen, die men zowel kon kopen als huren (à f 77, respectievelijk f 2 per week). en personenfietsen (à f 55). Later verhuisde het kantoor naar de Nieuwezijds Voorburgwal 79 en de fabriek naar de Duivendrechtsekade 92-94. Men had ook agentschappen in Utrecht en Arnhem.
In 1930 werd het boekjaar nog met winst afgesloten, maar de Nederlandsche Rijwiel Centrale zou een van de vele bedrijven worden die ten onder gingen in de economische crisis en op 5 oktober 1931 werd het bedrijf in staat van faillissement verklaard.